# Som hjorten trängtar till vattenbäckar
Som hjorten trängtar till vattenbäckar är en psaltarpsalm med text från Psaltaren 42:2 (omkväde) och Psaltaren 42 (verser). Musiken är komponerad 1984 av Curt Lindström.

## Publicerad i
- Psalmer och Sånger 1987 som nummer 759 under rubriken "Psaltarpsalmer och andra sånger ur bibeln".[1]